# Den Dødes Halsbaand
Den Dødes Halsbaand er en dansk stum dramafilm fra 1910 produceret af Nordisk Films Kompagni og instrueret af August Blom efter manuskript af Knud Rassow.
Filmen havde dansk biografpremiere den 26. september 1910 i Panoptikon. Filmen blev i engelsktalende lande distribueret som The Necklace of the Dead og i tysktalende lande som Das Halsband der Toten. 

## Handling
En ung grevinde er syg og får et dyrt armbånd af sin mand. Hun dør og lægges på lit de parade med halsbåndet om halsen. Snedkeren, der skal lukke kisten, tænker på sin fattige familie, og tænker, at det er urimeligt, at sådan rigdom skal gå til spilde, og tager halsbåndet af den døde, men i samme øjeblik vågner grevinden op og griber hans arm. Forfærdet fortæller snedkeren greven, hvad der er sket. Greven er lykkelig, og den genoplivede grevinde forærer snedkeren halsbåndet, men snedkeren giver halsbåndet til Madonna, da han inser, at intet godt kommer ud af en skændig handling.

## Medvirkende
- Thorkild Roose - Greven
- Ingeborg Larsen - Grevinden
- Rasmus Ottesen - Tjeneren
- Nicolai Neiiendam - Snedkeren
- Petrine Sonne - Snedkerens kone
- Julie Henriksen
- Otto Lagoni
- Adam Poulsen